# 디스토피아

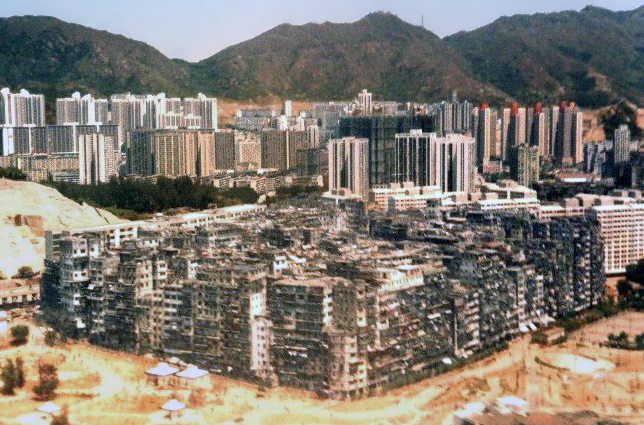

디스토피아(영어: dystopia) 또는 카코토피아(영어: cacotopia) 혹은 안티유토피아(영어: anti-utopia)는 유토피아와 반대되는 공동체 또는 사회(community or society)를 가리키는 말이다. 이 사회는 주로 전체주의적인 정부에 의해 억압받고 통제받는 모습으로 그려진다.
이 단어는 존 스튜어트 밀의 의회 연설에서 처음 쓰인 단어이다. 존 스튜어트 밀은 그의 그리스어 지식을 바탕으로 이것이 ‘나쁜 장소’를 가리키는 말이라고 언급했는데, 이것은 dys(나쁜)와 topos(장소)가 결합된 단어이다.

## 같이 보기
- 이념
  - 전체주의
    - 영사(가상)

  - 관료주의
- 장르
  - 판타지
    - 사회파 SF(영어판)
    - 다크 판타지
    - (판타지소설) 디스토피아

  - SF
    - 대체 역사
    - 바이오펑크
    - 사이버펑크
    - 소프트 SF
    - 종말물
- 사회 현상
  - 사회 붕괴(영어판)
  - 언론통제
- 신세계 질서 (정치학)
- 신세계 질서 (음모론)
- 자기실현적 예언
- 평행우주(평행세계)
- 기업공화국(기업국가)
- 경찰국가
- 복지 국가
- 우민 정책
- 세계 정복
- 공포정치
- 대중감시
- 국민식별번호
- 유토피아